# 圣尼古拉德拉格拉沃
圣尼古拉-德拉格拉沃（法語：Saint-Nicolas-de-la-Grave，法語發音：[sɛ̃ nikɔla də la ɡʁav]）是法国奧克西塔尼大區塔恩-加龙省的一个市镇，属于卡斯泰尔萨拉桑区。

## 地理
圣尼古拉-德拉格拉沃（44°3'49"N, 1°1'22"E）面积29.34 平方千米，位于法国奧克西塔尼大區塔恩-加龙省，该省份为法国西南部内陆省份，北起顺时针与洛特省、阿韦龙省、塔恩省、上加龙省、热尔省和洛特-加龙省接壤。
与圣尼古拉-德拉格拉沃接壤的市镇（或旧市镇、城区）包括：布杜、卡斯泰尔迈朗、卡斯泰尔萨拉桑、科蒙、马洛斯、梅尔勒、穆瓦萨克、勒潘。
圣尼古拉-德拉格拉沃的时区为UTC+01:00、UTC+02:00（夏令时）。

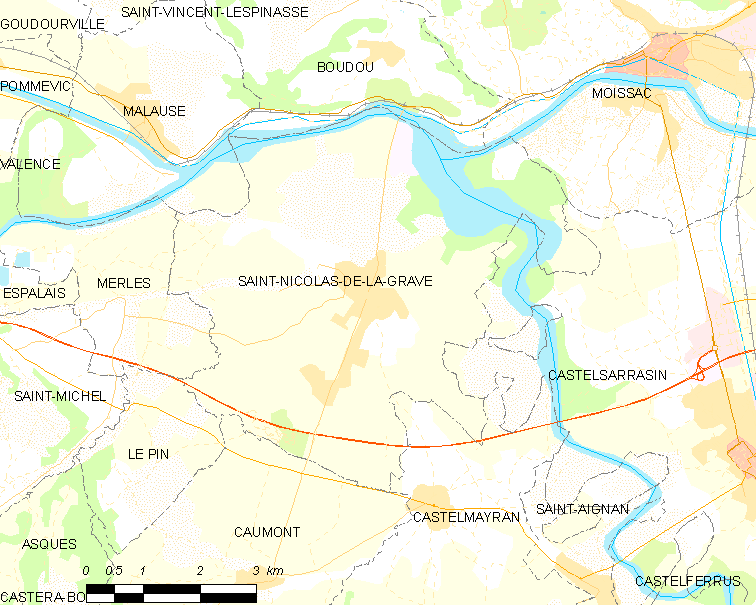
圣尼古拉-德拉格拉沃的OSM定位图

## 行政
圣尼古拉-德拉格拉沃的邮政编码为82210，INSEE市镇编码为82169。

## 政治
圣尼古拉-德拉格拉沃所属的省级选区为加龙-洛马涅-布吕尤瓦县。

## 人口

1962-2008年间圣尼古拉-德拉格拉沃人口变化图示

圣尼古拉-德拉格拉沃于2022年1月1日时的人口数量为2287人。